# Distrito electoral federal 2 de Morelos
El II Distrito Electoral Federal de Morelos es uno de los 300 Distritos Electorales en los que se encuentra dividido el territorio de México para la elección de diputados federales y uno de los 5 en los que se divide el Estado de Morelos. Su cabecera es la ciudad de Jiutepec.
El Segundo Distrito de Morelos se encuentra ubicado en el noroeste del territorio estatal y lo conforman 3 municipios, los cuales son: Jiutepec, Emiliano Zapata y Temixco.

## Diputados por el distrito
...
- XLIX Legislatura
  - (1973 - 1976): Roque González Urquiza
- L Legislatura
  - (1976 - 1979): Filomeno López Rea
- LI Legislatura
  - (1979 - 1982): Francisco Pliego Nava
- LII Legislatura
  - (1982 - 1985): Heladio Gutiérrez Ortega
- LIII Legislatura
  - (1985 - 1988): ¿?
- LIV Legislatura
  - (1988 - 1991): Saturnino Solano Pérez
- LV Legislatura
  - (1991 - 1994): Julio Gómez Herrera
- LVI Legislatura
  - (1994 - 1997): Raúl Ramírez Chávez
- LVII Legislatura
  - (1997 - 2000): Anastasio Solís Lezo
- LVIII Legislatura
  - (2000 - 2003): Gumercindo Álvarez Sotelo
- LIX Legislatura
  - (2003 - 2006): Rodolfo Esquivel Landa
- LX Legislatura
  - (2006 - 2009): Demetrio Romás Isidoro
- LXI Legislatura
  - (2009 - 2012): José Manuel Agüero Tovar
- LXII Legislatura
  - (2012 - 2015): Javier Orihuela García
- LXIII Legislatura
  - (2015 - 2018): Héctor Javier García Chávez
- LXIV Legislatura
  - (2018 - 2021): Alejandra Pani Barragán
- LXV Legislatura
  - (2021 - 2024): Alejandra Pani Barragán
- LXVI Legislatura
  - (2024 - 2027): Ariadna Barrera Vázquez